# Anna Granath
Anna Maria Granath, född 3 januari 1976 i Helsingborg, är en svensk dansare, komiker och programledare, känd bland annat från radioprogrammet Morgonpasset och tv-programmet Morgonsoffan.

## Biografi
Anna Granath är utbildad på Balettakademien i Stockholm och har bland annat spelat i musikalen Chicago. Hon medverkade även som en del av ensemblen i musikalen Chess på Cirkus i Stockholm. Efter flera år som musikalartist började hon satsa på komiken. Hon har uppträtt som ståuppkomiker och arbetat med humorprogram som Morgonsoffan och Högklackat. Sommaren 2008 var hon tillsammans med Simon Svensson programledare i Sveriges Radio P3:s Morgonpasset sommar. 2009 medverkade hon i SVT:s program Grillad.
År 2019 hade dramakomedin Filip och Mona premiär på SVT där Granath spelar den ena huvudrollen. Serien skapade hon tillsammans med komikern William Spetz och den bygger delvis på deras vänskap i verkliga livet. Serien nominerades till Årets humorprogram vid Kristallen 2020.
Granath har tillsammans med komikern Petra Mede givit ut boken Mera självkänsla än du kan hantera (2008).

### Privatliv
Sedan 2022 är hon gift med Richard Oakes, gitarrist i det brittiska popbandet Suede. Paret är bosatt i Järna. Hon har två barn från ett tidigare äktenskap med regissören Jens Östberg.

## TV-framträdanden
- 2007 – Hjälp!
- 2008 – Morgonsoffan
- 2010–2015 – Gabba Gabba
- 2012 – Högklackat
- 2012 – Mysteriet på Greveholm - Grevens återkomst
- 2015 – En man som heter Ove
- 2018 – Helt perfekt (TV-serie)
- 2019 – Filip och Mona (TV-serie)
- 2020 – Ett akademiskt krig
- 2021 – Folk med ångest (TV-serie)
- 2024 – Slutet på sommaren (TV-serie)

## Teater

### Roller (ej komplett)
| År   | Roll     | Produktion                                                    | Regi            | Teater        |
| ---- | -------- | ------------------------------------------------------------- | --------------- | ------------- |
| 2002 | Ensemble | Garbo The Musical Michael Reed, Jim Steinman och Warner Brown | Scott Faris     | Oscarsteatern |
| 2002 | Ensemble | Chess                                                         | Lars Rudolfsson | Cirkus        |